# خداداد شکل‌زهی
خداداد شَکَل‌زهی (زادهٔ ۱۳۳۶) نوازنده و مدرس قیچک و شَئرخوان بلوچستان، اهل ایران است. او دارای مقام اول جشنواره موسیقی فجر و گواهینامهٔ درجهٔ یک هنری است.

## زندگی‌نامه
خداداد شکل‌زهی نسب که با نام خانوادگی زنگ‌شاهی نیز شناخته می‌شود در سال ۱۳۳۶ در روستای «لاشار»، از روستاهای شهرستان نیک‌شهر در استان سیستان و بلوچستان متولد شد. خانوادهٔ او اهل موسیقی بودند. به همین سبب وی نوازندگی ساز قیچک را از ۱۲ سالگی نزد برادرش دُرمحمد آغاز کرد و پس از مدتی به همراهِ برادرانش به اجرای موسیقی در مراسم‌های مختلف مشغول شد. خداداد شکل‌زهی در طول فعالیت‌های هنری خود با گروه‌های موسیقی و جشنواره‌های مختلفی همکاری داشته‌است. او در سال ۱۳۹۸ در جشنوارهٔ موسیقی فجر مورد تقدیر قرار گرفت و نشان درجهٔ یک هنری را دریافت کرد.

## فعالیت‌های هنری
از جمله فعالیت‌های هنری خداداد شکل‌زهی، می‌توان به موارد زیر اشاره کرد:
اجرای کنسرت در ایران، فرانسه، بلژیک، قطر و امارات متحده عربی، آموزش موسیقی در شهر زابل، عضویت در هیئت داوران بخش موسیقی نواحی جشنوارهٔ موسیقی جوان، نوازندگی در آلبوم موسیقی نواحی ایران (موسیقی و خلسه) گردآوری محمدرضا درویشی، کسب مقام اول از جشنواره موسیقی فجر

## یادداشت
1. ↑  شَئر یکی از گونه‌های موسیقی آوازی جنوب شرق ایران و منطقه سیستان و بلوچستان است. متن شَئر شامل داستان‌های حماسی و تاریخی، پند و اندرز و وقایع اجتماعی می‌شود که توسط «شائر» خوانده می‌شود. «شئر» و «شائری» در موسیقی بلوچی جایگاه بالایی دارد[۱]